# Спитайни
Спитайни (пол. Spytajny, нім. Spittehnen) — село в Польщі, у гміні Бартошиці Бартошицького повіту Вармінсько-Мазурського воєводства.
Населення — 181 особа (2011).

## Демографія
Демографічна структура станом на 31 березня 2011 року:
|          | Загалом | Допрацездатний вік | Працездатний вік | Постпрацездатний вік |
| -------- | ------- | ------------------ | ---------------- | -------------------- |
| Чоловіки | 94      | 23                 | 68               | 3                    |
| Жінки    | 87      | 13                 | 60               | 14                   |
| Разом    | 181     | 36                 | 128              | 17                   |